# Mangelwirtschaft

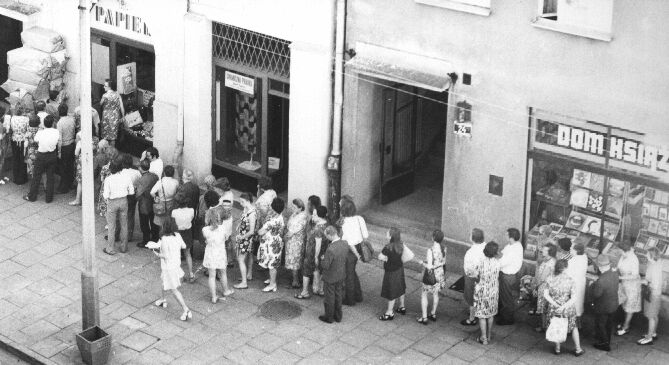
Schlange vor einem Geschäft in Polen

Mangelwirtschaft ist ein auf den ungarischen Wirtschaftswissenschaftler János Kornai zurückgehender Begriff, der zur Beschreibung der Zentralverwaltungswirtschaft (Planwirtschaft) der realsozialistischen Staaten benutzt wird.

## Allgemeines
In einer Mangelwirtschaft besteht der Mangel an Waren oder Dienstleistungen, während genug Geld zum Kauf dieser Waren vorhanden ist. In seinem Buch Economics of Shortage erklärte János Kornai im Jahre 1980, dass der chronische Warenmangel in den Ländern des Ostblocks in den späten 1970ern (der sich während der 1980er fortsetzte) kein Planungsfehler oder Preisfehler sei, sondern ein prinzipielles Merkmal des kommunistischen Systems. Eine Mangelwirtschaft besagt nicht zwangsläufig, dass es "nichts" gäbe, sondern beschreibt eine Form der Warenverteilung, bei der Geld nicht die entscheidende Rolle spielt und die Nachfrage das verfügbare Warenangebot übersteigt. Gleichzeitig mit dem Mangel kann auch ein Überfluss an bestimmten Produkten einhergehen. Beim Bezug knapper Produkte spielen oft Faktoren wie Schlangestehen, Suche, Wartelisten, sozialer Status oder alternative Währungen (Devisen etc.) eine Rolle. Als eine Hauptursache für den stetigen Mangel macht Kornai die unzureichende Produktion durch fehlende Anreize für die Produzenten aus, was die Planwirtschaft zum Verkäufermarkt werden lässt, wohingegen in den meisten funktionierenden Marktwirtschaften ein stetiger Überfluss produziert wird, der zu einem auf die Konsumenten ausgerichteten Marktangebot führt.

## DDR

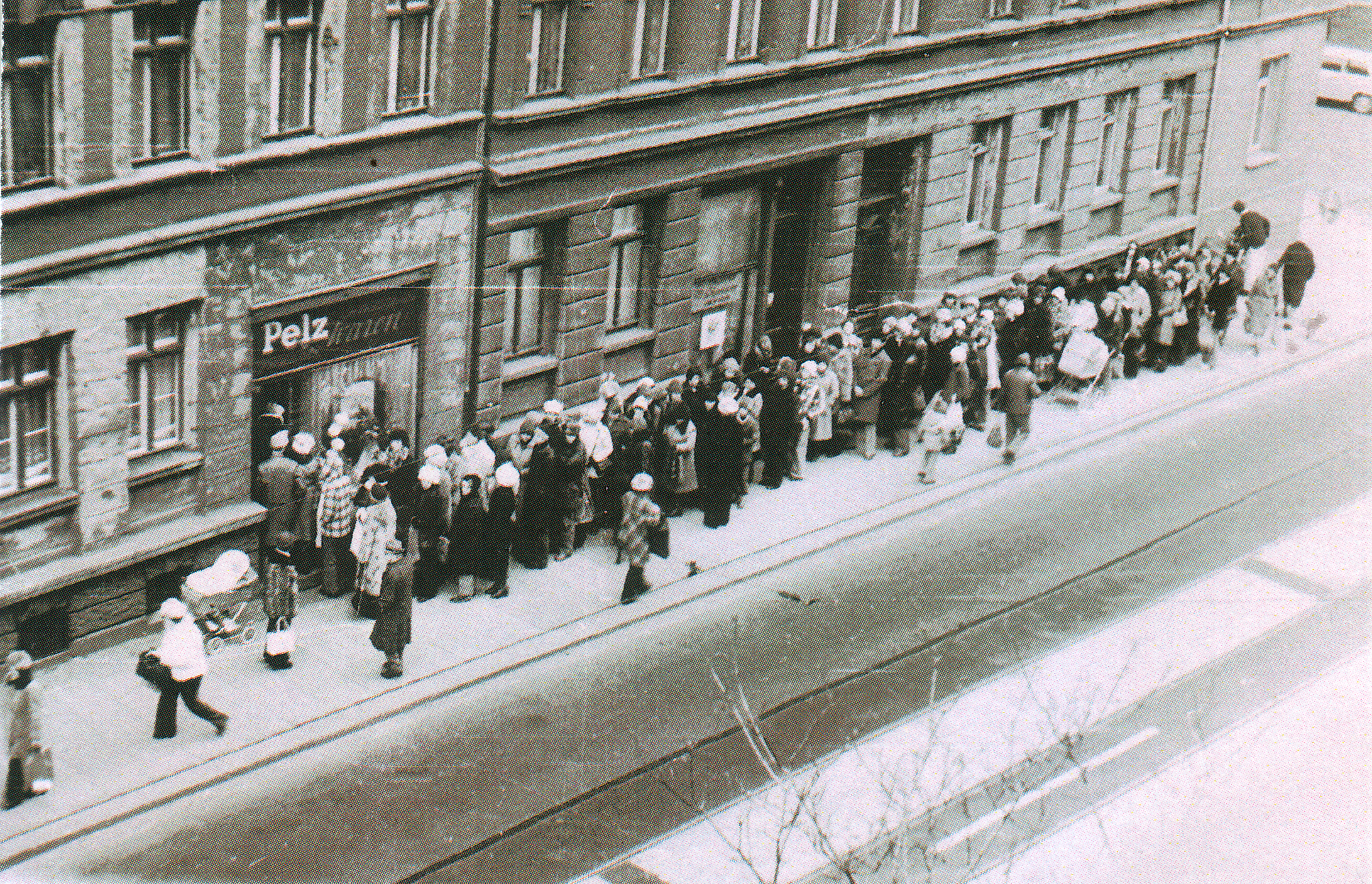
Lange Schlange bei einem Kürschnermeister für eine Kaninfell-Wintermütze (Uschanka), Leipzig, etwa 1980

In der Wirtschaft der DDR gab es insbesondere bei Waren des gehobenen Bedarfs Engpässe. Auf eine Wohnung mussten Familien etwa fünf Jahre lang warten, auf ein Telefon zehn Jahre, auf ein Auto der Marke Wartburg 15 Jahre. Ebenso gab es Mangel bei der Versorgung mit hochwertiger Kleidung, ansprechenden Möbeln und Bettwäsche, besonderen Sorten Fleisch und Wurst, breiter Auswahl an Obst und Gemüse, aber auch elementaren Dienstleistungen wie Werkstätten, Fahrschulen und Handwerkern. Um den Mangel an Waren des gehobenen Bedarfs abzumildern, wurden Exquisit- und Delikat-Geschäfte eingerichtet, in denen zu hohen Preisen besondere Bekleidung bzw. besondere Lebensmittel verkauft wurden. Auch höherwertige elektrische Geräte wie Farbfernseher oder Stereoanlagen wurden zu sehr hohen Preisen verkauft bzw. standen gegen frei konvertierbare Währungen in den sog. Intershops zur Verfügung. 
Obwohl sich die Versorgungslage absolut gesehen stetig verbesserte, konnte ein massiver Kaufkraftüberhang nicht verhindert werden: Die privaten Sparguthaben stiegen infolge niedriger Mieten, steigender Löhne und guter Zinsen auf Spareinlagen kontinuierlich an, während die Unzufriedenheit über das Warenangebot erhalten blieb. Es war beispielsweise kaum möglich, auf einfachem Wege privat Baumaterial oder sanitäre Einrichtungsgegenstände zu kaufen. Die Wartezeit auf Pkw war in den 1980er-Jahren auf mehr als zehn Jahre angewachsen. Auch im Dienstleistungssektor änderte sich am ständigen Mangel nichts. Entsprechend blieb es dabei, dass vorhandene Bedürfnisse oftmals nicht mit Geld, sondern nur über lange Warteschlangen oder -Listen, über persönliche Kontakte oder politische Privilegien, aber auch bei Bezahlung gegen frei konvertierbare Währungen erfüllt wurden. 
Das führte zu einer enormen Intransparenz, Planungsunsicherheit, Ungerechtigkeit und somit zu Unzufriedenheit in der Bevölkerung. Aber auch die Wirtschaft war davon beeinträchtigt: Die ständige Unklarheit darüber, ob und wann eine benötigte Ware in gewünschter Menge denn tatsächlich verfügbar sei, bewirkte eine enorme Planungsunsicherheit. Insbesondere neue Projekte wurden dadurch oft bereits im Keim erstickt und Investitionen, sofern sie einmal bewilligt wurden, höchst ineffektiv. Dies war eine der Ursachen, dass es nicht gelang, mit der wirtschaftlichen Entwicklung in Westdeutschland Schritt zu halten.
Westpakete von Familien und Freunden aus der Bundesrepublik Deutschland halfen vielen Ostdeutschen, Versorgungslücken zu schließen. 28 Millionen Westpakete wurden 1988 in die DDR verschickt. Einrichtungen wie Genex und Intershop waren dazu bestimmt, durch Geschenke oder Investitionen Westdeutscher die Versorgungslage wie auch Deviseneinnahmen zu verbessern.

## Nach dem Ende des Ostblocks
Mit dem Begriff Mangelwirtschaft wird auch die Wirtschaft in Kuba und Nordkorea oder in Venezuela (seit 2015) beschrieben.